# Sojuz 40
Sojuz 40 è la denominazione di una missione della navicella spaziale Sojuz verso la stazione spaziale sovietica Saljut 6 (DOS 5). Si trattò del quarantaduesimo volo equipaggiato di questo velivolo spaziale, del sessantaquattresimo volo nell'ambito del programma Sojuz sovietico nonché del diciannovesimo ed ultimo volo equipaggiato verso la predetta stazione spaziale  (il diciassettesimo equipaggiato - a causa degli insuccessi della Sojuz 25 e Sojuz 33 - che riuscì effettivamente a svolgere la manovra di aggancio).

## Equipaggio

### Equipaggio principale
| Ruolo                  | Equipaggio                               | Equipaggio                               |
| ---------------------- | ---------------------------------------- | ---------------------------------------- |
| Comandante             | Leonid Popov, GCTC Secondo volo          | Leonid Popov, GCTC Secondo volo          |
| Cosmonauta Ricercatore | Dumitru Prunariu, Intercosmos Primo volo | Dumitru Prunariu, Intercosmos Primo volo |

### Equipaggio di riserva
| Ruolo                  | Equipaggio                 | Equipaggio                 |
| ---------------------- | -------------------------- | -------------------------- |
| Comandante             | Jurij Romanenko, GCTC      | Jurij Romanenko, GCTC      |
| Cosmonauta Ricercatore | Dumitru Dediu, Intercosmos | Dumitru Dediu, Intercosmos |

## Missione
Il decimo equipaggio ospite della stazione spaziale Saljut 6, motivo per cui questa missione viene pure catalogata sotto la denominazione di Saljut 6 EP-10 (in russo экспедиция посещения 10 - equipaggio ospite 10) fu contemporaneamente il nono ed ultimo equipaggio internazionale a volare nel corso della prima fase del programma Intercosmos. Questa volta la nazione ospite fu la Romania. L'equipaggio fu la prima visita per il sesto equipaggio base della stazione (Saljut 6 EO-6), cioè per i cosmonauti Uladzimir Kavalënak e Viktor Savinych che erano stati lanciati in precedenza a bordo della Sojuz T-4. La Sojuz 40 fu l'ultima navicella spaziale ad agganciarsi alla Saljut 6. L'intercosmonauta Prunariu si dedicò particolarmente all'osservazione dei campi magnetici della Terra. Del resto, la missione si svolse analogamente con le missioni precedenti del programma Intercosmos, cioè venne eseguita la trasmissione in diretta del lancio, vi fu il collegamento con i capi dello Stato con conseguente trasmissioni di saluti e messaggi d'augurio ai compaesani. La serie di osservazioni e la registrazione di immagini fotografiche del paese d'origine dell'intercosmonauta ospite invece vennero spostate fino all'ultima possibilità di sorvolare la Romania durante il corso di questa missione. Contemporaneamente infatti venne testato il sistema di orientamento della stazione spaziale stessa.
Con il termine di questa missione fu terminato l'impegno del tipo di capsula Sojuz 7K-T, la quale venne sostituita dalla, ormai ampiamente testata, Sojuz T (7K-ST), la quale aveva dimostrato di essere idonea per l'impegno durante quattro precedenti missioni, di cui ben tre furono equipaggiate da cosmonauti. Poco più di un mese prima era stata lanciata la prima missione dello Space Shuttle americano. Dopo quasi sei anni dal programma test Apollo-Sojuz, l'ultima missione equipaggiata americana effettuata in precedenza, il lancio della STS-1 (il primo volo della Columbia) segnalò l'inizio di un nuovo periodo di voli nello spazio. Dall'altra parte, veramente in ogni senso, la Sojuz 40 segnalò la fine di un'era dell'esplorazione umana dello spazio.

## Ulteriori dati di volo
- Denominazione Astronomica Internazionale: 1981-42

I parametri sopra elencati indicato i dati pubblicati immediatamente dopo il termine della fase di lancio. Le continue variazioni ed i cambi di traiettoria d'orbita sono dovute alle manovre di aggancio. Pertanto eventuali altre indicazioni risultanti da fonti diverse sono probabili ed attendibili in considerazione di quanto descritto.